# Rownīz-e ‘Olyā
Rownīz-e ‘Olyā (persiska: رونیز علیا, Rownīz-e Bālā, رونیز) är en ort i Iran.   Den ligger i provinsen Fars, i den centrala delen av landet, 800 km söder om huvudstaden Teheran. Rownīz-e ‘Olyā ligger 1 587 meter över havet och antalet invånare är 5 991.
Terrängen runt Rownīz-e ‘Olyā är varierad. Runt Rownīz-e ‘Olyā är det ganska tätbefolkat, med 52 invånare per kvadratkilometer. Det finns inga andra samhällen i närheten. Omgivningarna runt Rownīz-e ‘Olyā är i huvudsak ett öppet busklandskap.